# 아눅 호헨데이크
아눅 아나 호헨데이크(네덜란드어: Anouk Anna Hoogendijk, 1985년 5월 6일 ~ )는 네덜란드의 은퇴한 여자 축구 선수이다. 선수 시절 포지션은 센터백, 수비형 미드필더였다.

## 클럽 경력
아눅 호헨데이크는 12세 시절에 텔레비전 프로그램 《헤이프 노이트 옵》(Geef Nooit Op, 네덜란드어로 "절대 포기하지 마라"는 뜻)에 출연하면서 널리 유명해졌는데 호헨데이크는 이 프로그램에서 FC 위트레흐트와 함께 훈련하고 싶다는 소망을 밝혔다. 2004년부터 2007년까지 SV 사스튐 소속으로 활동했고 2007년에는 새로 출범한 에레디비시 프라우언 소속 여자 축구 클럽인 위트레흐트에 입단했다.
호헨데이크는 2011년 1월에 잉글랜드 FA 여자 슈퍼리그 소속 여자 축구 클럽인 브리스틀 시티와 8개월 동안의 계약을 체결했다. 2012년 2월에는 위트레흐트로 복귀했고 2012년 5월에는 새로 창단한 아약스 프라우언으로 이적했다. 2014년 1월에는 잉글랜드 FA 여자 슈퍼리그 소속 클럽인 아스널로 이적했지만 계속된 부상으로 인해 출전 기회는 적었다. 2014년 7월에 아약스로 복귀했고 2017년에 은퇴하게 된다.

## 국가대표 경력
아눅 호헨데이크는 2004년 8월 6일에 열린 일본과의 친선 경기에서 교체 선수로 출전하면서 네덜란드 여자 축구 국가대표팀 선수로 데뷔했으며 네덜란드는 일본에 0-2 패배를 기록했다. 핀란드에서 개최된 UEFA 여자 유로 2009에서는 본선 5경기에 출전하여 네덜란드의 준결승전 진출에 기여했다. 특히 프랑스와의 8강전에서는 네덜란드의 7번째 승부차기를 성공시켰다.
호헨데이크는 스웨덴에서 개최된 UEFA 여자 유로 2013에 참가하여 본선 3경기에 출전했지만 네덜란드는 조별 예선에서 탈락했다. 2015년 4월 8일에는 노르웨이와의 친선 경기에서 A매치 100경기 출전 기록을 수립했다. 캐나다에서 개최된 2015년 FIFA 여자 월드컵에 참가한 네덜란드 여자 축구 국가대표팀 명단에 이름을 올렸지만 본선에는 기용되지 않았다. 2015년 9월 17일에 열린 벨라루스와의 친선 경기를 끝으로 국가대표팀에 기용되지 않았으며 2017년에 은퇴할 때까지 네덜란드 여자 축구 국가대표팀에서 103경기에 출전하여 9골을 기록했다.

## 수상
SV 사스튐
- 호프트클라서 프라우언 2회 우승 (2005, 2006)
- 네덜란드 여자 슈퍼컵 2회 우승 (2005, 2006)

FC 위트레흐트
- 네덜란드 여자 슈퍼컵 1회 우승 (2010)
- KNVB 여자컵 1회 우승 (2009-10)

아스널
- FA 여자컵 1회 우승 (2014)

아약스
- 에레디비시 프라우언 1회 우승 (2016-17)